# 11915 Nishiinoue
11915 Nishiinoue è un asteroide della fascia principale. Scoperto nel 1992, presenta un'orbita caratterizzata da un semiasse maggiore pari a 2,3188051 UA e da un'eccentricità di 0,1967908, inclinata di 5,39136° rispetto all'eclittica.